# Gent
Gent (flamsko in nizozemsko Gent, francosko Gand, nemško Gent) je mesto in občina v regiji Flandrija v Belgiji, glavno in največje mesto province Vzhodna Flandrija in za Antwerpnom največja občina v Belgiji z okoli 250.000 prebivalci. Mesto je bilo sprva naselje ob sotočju rek Šelda in Leie, v poznem srednjem veku pa je postalo eno največjih in najbogatejših mest v severni Evropi. Leta 1300 je imelo približno 50.000 prebivalcev. Je pristaniško in univerzitetno mesto.
Občina obsega mesto Gent in okoliške kraje Afsnee, Desteldonk, Drongen, Gentbrugge, Ledeberg, Mariakerke, Mendonk, Oostakker, Sint-Amandsberg, Sint-Denijs-Westrem, Sint-Kruis-Winkel, Wondelgem in Zwijnaarde. Z 240.191 prebivalci v začetku leta 2009 je Gent druga največja belgijska občina po številu prebivalcev. Metropolitansko območje z zunanjimi občinami zajema površino 1205 km² in ima okoli 600.000 prebivalcev, kar ga uvršča med četrto najbolj naseljeno območje v Belgiji.
Desetdnevni glasbeni in gledališki gentski festival (Gentse Feesten) je vsako leto in se ga udeleži okoli 1–1,5 milijona obiskovalcev. Začne se v petek pred tretjo nedeljo v juliju in traja do vključno četrte nedelje v juliju. Zadnji dan (vedno v nedeljo) je znan kot dan praznih denarnic (de dag van de lege portemonnees), saj so mnogi svoj zadnji peni pustili na festivalu.

## Zgodovina
Arheološki dokazi kažejo, da je bil na območju sotočja Šelde in reke Leie človek prisoten že v kameni in železni dobi. 
Večina zgodovinarjev meni, da je starejše ime za Gent 'Ganda', izhaja iz keltske besede ganda, kar pomeni sotočje. Drugi viri povezujejo ime z nejasnim božanstvom po imenu Gontia. 
O rimskem obdobju ni zapisov, vendar arheološke raziskave potrjujejo, da je bila regija Gent naseljena.
Ko so konec 4. stoletja in v 5. stoletju na rimsko ozemlje vdrli Franki, so prinesli svoj jezik, keltski in latinski pa je zamenjala stara nizozemščina.

### Srednji vek
Okoli leta 650 je sveti Amand v Gentu ustanovil dve opatiji: svetega Petra (Blandinium) in samostan svetega Bava. Mesto je raslo iz več jeder, opatij in trgovskega centra. Okoli leta 800 je Ludvik Pobožni, sin Karla Velikega, imenoval Einharda, življenjepisca Karla Velikega, za opata obeh opatij. V letih 851 in 879 so mesto dvakrat napadli in oropali Vikingi.
Znotraj zaščitenega okrožja Flandrije se je mesto v 11. stoletju okrepilo in uspevalo, tako da je postalo majhna mestna država. Do 13. stoletja je bil Gent največje mesto v Evropi severno od Alp, samo Pariz je bil večji; bilo je večje od Kölna ali Moskve. [7] Znotraj mestnega obzidja je živelo do 65.000 ljudi. Zvonik in stolpi stolnice svetega Bava ter cerkev svetega Nikolaja so poleg drugih le nekatere visoke stavbe tega obdobja.
Reke na tem območju redno poplavljajo. Bogata trava močvirnih travnikov ('meersen') je bila idealna za ovce, katerih volno so uporabljali za izdelavo tkanin. V srednjem veku je bil Gent vodilno mesto za tkanje.
Pridelava volne, prvotno v Bruggeu, je v srednjem veku ustvarila prvo evropsko industrializirano območje v Gentu. Trgovska območja so bila tako zelo razvita, da so morali volno uvažati iz Škotske in Anglije. To je bil eden od razlogov za dober odnos Flandrije s Škotsko in Anglijo. Gent je bil rojstni kraj Johna iz Genta, vojvode Lancasterskega. Trgovanje z Anglijo (vendar ne s Škotsko) je bilo ogroženo med stoletno vojno.

### Zgodnji novi vek
Mesto se je okrepilo v 15. stoletju, ko je bila Flandrija združena s sosednjimi provincami pod burgundskimi vojvodami. Visoki davki so povzročili upor in sčasoma bitko pri kraju Gavere leta 1453, v kateri je Gent premagal burgundski vojvoda Filip Dobri. Središče političnega in družbenega dogajanja se je začelo premikati iz Flandrije (Brugge - Gent) v Brabant (Antwerpen - Bruselj), čeprav je imel Gent še naprej pomembno vlogo. Z mestom Brugge se je Gent dvakrat uprl Maksimilijanu, prvemu monarhu Habsburžanov, ki je vladal Flandriji.
Leta 1500 je Ivana I. Kastiljska rodila Karla V., ki je postal sveti rimski cesar in kralj Španije. Čeprav je bil rojen v Gentu, je po uporu leta 1539 kaznoval mesto in mestni plemiči so morali pred cesarjem hoditi bosi z zanko (nizozemsko strop) okoli vratu. Od takrat so se ljudje v Gentu imenovali stroppendragers (zankonosci). Samostan svetega Bava (ne smemo ga zamenjati z bližnjo stolnico svetega Bava) je bil ukinjen, podrt in zamenjan s trdnjavo kraljevih španskih vojakov. Ohranjen je bil le majhen del samostana.
Konec 16. in 17. stoletja je prinesel uničenje zaradi osemdesetletne vojne. Vojna je končala vlogo Genta kot središča mednarodnega pomena. Leta 1745 je mesto med avstrijsko nasledstveno vojno zajela francoska vojska pred vrnitvijo v avstrijski imperij pod Habsburžani v skladu z  aachenskim mirom leta 1748, ko je ta del Flandrije do leta 1815 postal znan kot Avstrijska Nizozemska, po izgnanstvu francoskega cesarja Napoleona I., koncu francoske revolucije in kasnejše napoleonske vojne ter mirovni pogodbi po dunajskem kongresu.

### 19. stoletje
V 18. in 19. stoletju se je v Gentu ponovno razvijala tekstilna industrija. Lieven Bauwens, ki je pretihotapil industrijske in tovarniške strojne načrte iz Anglije, je leta 1800 uvedel prvi mehanski stroj za tkanje na evropski celini.
Gentska pogodba, sklenjena tukaj in sprejeta na božični večer 1814, je uradno končala vojno leta 1812 med Veliko Britanijo in Združenimi državami (severnoameriška doba napoleonskih vojn). Po bitki pri Waterlooju sta Gent in Flandrija, ki so jima do takrat vladali Habsburžani kot Avstrijski Nizozemski, je za 15 let postala del Združenega kraljestva Nizozemske s severno Holandijo. V tem času je Gent ustanovil svojo univerzo (1816)  in zgradil novo povezavo z morjem (1824–27).
Po belgijski revoluciji je lokalno gospodarstvo z izgubo dostopa do morja za več kot desetletje propadlo in prvi belgijski sindikat je izviral iz Genta. Leta 1913 je bila v Gentu svetovna razstava. Kot priprava na te svečanosti je bila leta 1912 zgrajena železniška postaja Sint-Pieters.

### 20. stoletje
Gent so v obeh svetovnih vojnah zasedali Nemci, vendar je ubežal večjemu uničenju. Življenje ljudi in nemških zavojevalcev v Gentu med prvo svetovno vojno opisuje H. Wandt v "etappenleven te Gent" [citat]. V drugi svetovni vojni so 6. septembra 1944 mesto osvobodili britanska 7. oklepna divizija Puščavske podgane in lokalni belgijski borci.

## Geografija
Po združitvi občin v letih 1965 in 1977 ima mesto te občine: Gent, Mariakerke, Drongen, Wondelgem, Sint-Amandsberg, Oostakker, Desteldonk, Mendonk, Sint-Kruis-Winkel, Ledeberg, Gentbrugge, Afsnee, Sint-Denijs-Westrem, Zwijnaarde.
Podnebje na tem območju ima blage razlike med višjimi in nizkimi temperaturami, vse leto pa ima dovolj padavin. V skladu s sistemom  Köppnove podnebne klasifikacije ima Gent morsko zahodno obalno podnebje, skrajšano "Cfb" na podnebnih zemljevidih. 

## Gospodarstvo
Pristanišče Gent na severu mesta je tretje največje pristanišče Belgije. Do njega pripelje kanal Gent–Terneuzen, ki se konča v bližini nizozemskega pristanišča Terneuzen na Zahodni Šeldi. V pristaniških objektih so med drugim velika podjetja, kot so ArcelorMittal, Volvo Cars, Volvo Trucks, Volvo Parts, Honda in Stora Enso.
Gentska univerza in številna raziskovalna podjetja, kot so Ablynx, Innogenetics, Cropdesign in Bayer Crop Science, so v osrednjem in južnem delu mesta.
Kot največje mesto v vzhodni Flandriji ima Gent številne bolnišnice, šole in nakupovalne ulice. Flanders Expo, največja dvorana za dogodke v Flandriji in druga največja v Belgiji, je tudi v Gentu. Turizem postaja glavna panoga na lokalnem območju. Nedavno je lokalni poslovni človek podaril precej denarja, da bi vse robnike v mestu znižali za dva centimetra. 

## Turizem

### Arhitektura
Veliko mestne srednjeveške arhitekture je ostalo nedotaknjene in je izredno dobro ohranjena in obnovljena. Center je največji prostor brez avtomobilov v Belgiji. Značilnosti so stolnica svetega Bava z Gentskim oltarjem, zvonik, grad Gravensteen in čudovita arhitektura ob starem pristanišču Graslei. Gent je vzpostavil mešanico med udobjem življenja in zgodovine, a ni mesto muzej. Mesto Gent ima tudi tri samostane begin (francosko béguinage, arhitekturni kompleks, zgrajen za nastanitev vernih žensk, ki so živele v skupnosti, ne da bi se zaobljubile kot nune) in številne cerkve, cerkev svetega Jakoba, svetega Nikolaja, svetega Mihaela in svetega Štefana.
V 19. stoletju je svetovno znan arhitekt Louis Roelandt zgradil univerzitetno dvorano, operno hišo in glavno sodišče. Vrhunci moderne arhitekture so univerzitetne stavbe (Boekentoren Henryja van de Veldeja). Je tudi nekaj gledališč iz različnih obdobij.
Samostane beginaž, zvonik in sosednje dvorane za tkanine je Unesco leta 1998 in 1999 priznal za svetovno dediščino.
V Gentu je tudi Zebrasta ulica (Zebrastraat), družbeni eksperiment, majhna ulica, v kateri popolnoma prenovljen kraj povezuje življenje, gospodarstvo in kulturo.
Campo Santo je znano katoliško pokopališče plemstva in umetnikov.

### Muzeji
Pomembni muzeji v Gentu so: 
- Muzej lepih umetnosti (Museum voor Schone Kunsten); v njem so slike Hieronymusa Boscha, Rubensa in mnogih flamskih mojstrov;
- Mestni muzej za sodobno umetnost (Muzej SMAK ali Stedelijk Museum voor Actuele Kunst) z deli 20. stoletja, med njimi Joseph Beuys in Andy Warhol ter
- Muzej za oblikovanje (Design Museum) z mojstrovinami  Victorja Horte in Le Corbusierja.
- Alijnova bolnišnica (Huis van Alijn) je bila prvotno samostan begin, zdaj je muzej za ljudsko umetnost, v katerem so predstavljene gledališke in lutkovne predstave za otroke.
- Muzej industrije, arheologije in tekstilne industrije (Museum voor Industriële Archeologie en Textiel ali MIAT) prikazuje industrijsko moč Genta z delavnicami in trgovinami iz 1800-ih in originalnimi stroji za predenje in tkanje iz časa, ko je bila stavba tkalski mlin.
- Mestni muzej (Stadsmuseum, skrajšano STAM) predstavlja preteklost mesta in njenih prebivalcev ter si prizadeva za ohranitev sedanjosti za prihodnje generacije.

### Kulinarika
V Gentu in drugih regijah Vzhodne Flandrije pekarne prodajajo kruh v obliki krofa, ki se imenuje mastel, v bistvu je bagel. Tako se imenuje tudi sveti Hubertov kruh, ker ga na svetnikov praznik, ki je 3. novembra, peki prinesejo k zgodnji maši, da bi ga blagoslovili. Včasih so bili prepričani, da je blagoslovljen kruh imun proti steklini.
Druge lokalne dobrote so čokoladni pralineji lokalnih proizvajalcev, kot so Leonidas, kuberdoni ali neuzekes (noski) v obliki vijoličnih z želejem napolnjenih bombonov, babelutten, trdi bomboni in seveda bolj pekoči, znameniti tierenteyn, pekoča, a rafinirana gorčica, ki ima nekaj skupnega s francosko gorčico dijon.
Stoverij je klasična flamska mesna obara, po možnosti izdelana z dodanim rjavim trapistom (močnim opatijskim pivom) in postrežena s pomfritom. Waterzooi je lokalna obara, ki je bila prvotno narejena iz sladkovodnih rib, ujetih v rekah in potokih Genta, danes pa je pogosto narejena s piščancem namesto ribami. Po navadi je postrežena v slogu kuhinje in dopolnjena z velikim loncem ob strani.
Mesto spodbuja brezmesni četrtek z imenom Donderdag Veggiedag . V javni menzi predstavljajo vegetarijansko hrano za javne uslužbence in izvoljene svetnike v vseh šolah, ki jih financira mesto, in vegetarijanske prehranjevalne možnosti v mestu (z zemljevidi vegi ulic). Ta kampanja je povezana s prepoznavanjem škodljivih vplivov pridobivanja mesa na okolje, ki jih je Organizacija Združenih narodov za prehrano in kmetijstvo določila za skoraj petino svetovnih izpustov toplogrednih plinov.
Gent ima največ vegetarijanskih restavracij na prebivalca na svetu. 

### Festivali
V mestu je nekaj velikih kulturnih dogodkov, kot so Gentski festival (Gentse Feesten), I Love Techno na Flandrijski svetovni razstavi (EXPO), glasbeni festival 10 Days Off, mednarodni filmski festival v Gentu (z nagradami za mlade mednarodne filmske glasbene skladatelje) in flandrijski festival. Vsakih pet let je na Flandrijski svetovni razstavi v Gentu velika botanična razstava (Gentse Floraliën), ki privablja številne obiskovalce mesta.
Flandrijski festival je imel svojo 50-letnico leta 2008. V Gentu se odpre s praznovanjem OdeGand City, je vsako drugo septembrsko soboto. Približno 50 koncertov je na različnih lokacijah v srednjeveškem mestnem središču z udeležbo okoli 250 mednarodnih umetnikov. Podobni dogodki so tudi v drugih glavnih flamskih mestih, ki so del Flandrijskega festivala (Antwerpen: Laus Polyphoniae, Brugge: MAfestival, Bruselj: KlaraFestival, Limburg: Basilica, Mechelen in Brabant: Novecento in Transit).

### Narava
Tudi številni parki v mestu se lahko štejejo za turistično zanimivost. Znamenita sta naravni rezervat (Bourgoyen-Ossemeersen, 230 hektarjev ) in rekreacijski park (Blaarmeersen, 87 hektarjev). 

## Znani ljudje
- sveti Bavo, zaščitnik mesta (589–654)
- sveti Livin Gentski, (580–657)
- Henrik Gentski, sholastik, filozof (okoli 1217–1293)
- Jacob van Artevelde, državnik in politični vodja (okoli 1290–1345)
- John Gaunt, 1. vojvoda Lancasterski (1340–1399)
- Jan van Eyck, slikar (okoli 1385–1441)
- Hugo van der Goes, slikar (okoli 1440–1482)
- Alexander Agricola, francosko-flamski renesančni skladatelj (1445/1446–15. avgust 1506)
- Jacob Obrecht, renesančni skladatelj (okoli 1457–1505)
- Pedro de Gante, frančiškanski misijonar v Mehiki (okoli 1480–1572)
- Karel V., sveti rimski cesar (1500–1558)
- Cornelius Canis, renesančni skladatelj, vodja kapele Karla V. med 1540 in 1550
- Daniel Heinsius, filolog, izdajatelj, pesnik in dramaturg (1580–1655)
- Caspar de Crayer, slikar (1582–1669)
- Josse Boutmy, skladatelj, organist (1697–1779)
- Frans de Potter, pisatelj (1834–1904)
- Jan Frans Willems, pisatelj (1793–1846)
- Ludvik XVIII. izgnan v Gentu v obdobju sto dni leta 1815
- Victor Horta, arhitekt art nouveauja (1861–1947)
- Maurice Maeterlinck, pesnik, esejist, dobitnik Nobelove nagrade za književnost (1862–1949)
- in drugi

## Pobratena mesta
Gent je pobraten z mesti: 
| - Nottingham, Anglija, - Talin, Estonija - Wiesbaden, Nemčija - Kanazava, Japonska | - Melle, Nemčija - Saint-Raphaël, Var, Francija - Mohammedia, Maroko |